# フィアスインパクト
フィアスインパクト（Fierce Impact）は、日本で生産された、イギリス及びオーストラリアの元競走馬、種牡馬である。
2019年トゥーラックハンデキャップ、カンタラステークス、2020年マカイビーディーヴァステークスの勝ち馬である。

## 経歴

### デビューまで
2014年3月6日、北海道新冠町の隆栄牧場にてケイアイガーベラの初子として誕生。
2014年のセレクトセール当歳セッションにおいてDavid Redvers氏に6600万円で落札された。その後、イギリスへ渡った。

### 2016年（2歳）〜2017年（3歳）イギリス在籍
2016年10月10日ヤーマス競馬場の未勝利戦でジェイミー・スペンサーとのコンビでデビューし、初勝利を挙げる。しかし、その後は勝ち星を挙げることなく2018年5月にオーストラリアに移籍した。

### 2018年（4歳）〜2021年（7歳） オーストラリア在籍
オーストラリア移籍初戦は3着であったが、2018年5月26日ロイヤルランドウィック競馬場のハンデ戦でオーストラリア移籍後初勝利を挙げる。その後は勝ち星には恵まれなかったが、12月26日のサマーカップ（G3）を勝利して、重賞初制覇を果たす。2着も2015年京都新聞杯を制したサトノラーゼンでディープインパクト産駒のワンツーとなった。
2019年に入り勝ちきれないレースが続いていたが、10月12日のトゥーラックハンデキャップでは道中中団追走から直線で鋭く伸び、10番人気の低評価を覆してG1初制覇を果たした。
11月2日のカンタラステークスでは後方からレースを進めると、最後の直線でフィフティースターズとの叩き合いを制してG1競走2勝目を挙げた。
その後も勝ちきれないレースが続くが、2020年9月12日マカイビーディーヴァステークスでG1競走3勝目を挙げた。
10月5日、トゥーラックハンデキャップ・カンタラステークスの勝利により、2019/2020シーズンのオーストラリア最優秀中距離馬を受賞した。
2020年10月24日のコックスプレート6着を最後に現役を引退。引退後はヴィクトリア州のレネヴァパークスタッドで種牡馬入りする。

## 血統表
| フィアスインパクトの血統        | フィアスインパクトの血統                             | フィアスインパクトの血統     | （血統表の出典）             | （血統表の出典） |
| 父系                            | サンデーサイレンス系                                 | サンデーサイレンス系         | サンデーサイレンス系         |                  |
| 父 ディープインパクト 2002 鹿毛 | 父の父*サンデーサイレンス Sunday Silence 1986 青鹿毛 | Halo                         | Hail to Reason               | Hail to Reason   |
| 父 ディープインパクト 2002 鹿毛 | 父の父*サンデーサイレンス Sunday Silence 1986 青鹿毛 | Halo                         | Cosmah                       |                  |
| 父 ディープインパクト 2002 鹿毛 | 父の父*サンデーサイレンス Sunday Silence 1986 青鹿毛 | Wishing Well                 | Understanding                | Understanding    |
| 父 ディープインパクト 2002 鹿毛 | 父の父*サンデーサイレンス Sunday Silence 1986 青鹿毛 | Wishing Well                 | Mountain Flower              |                  |
| 父 ディープインパクト 2002 鹿毛 | 父の母*ウインドインハーヘア 1991 鹿毛                | Alzao                        | Lyphard                      | Lyphard          |
| 父 ディープインパクト 2002 鹿毛 | 父の母*ウインドインハーヘア 1991 鹿毛                | Alzao                        | Lady Rebecca                 |                  |
| 父 ディープインパクト 2002 鹿毛 | 父の母*ウインドインハーヘア 1991 鹿毛                | Burghclere                   | Busted                       | Busted           |
| 父 ディープインパクト 2002 鹿毛 | 父の母*ウインドインハーヘア 1991 鹿毛                | Burghclere                   | Highclere                    |                  |
| 母 ケイアイガーベラ 2006 栗毛   | 母の父Smarty Jones 2001 栗毛                         | Elusive Quality              | Gone West                    | Gone West        |
| 母 ケイアイガーベラ 2006 栗毛   | 母の父Smarty Jones 2001 栗毛                         | Elusive Quality              | Touch of Greatness           |                  |
| 母 ケイアイガーベラ 2006 栗毛   | 母の父Smarty Jones 2001 栗毛                         | I'll Get Along               | Smile                        | Smile            |
| 母 ケイアイガーベラ 2006 栗毛   | 母の父Smarty Jones 2001 栗毛                         | I'll Get Along               | Dont Worry Bout Me           |                  |
| 母 ケイアイガーベラ 2006 栗毛   | 母の母*アンナステルツ Anna Sterz(米) 1996 鹿毛       | Danzig                       | Northern Dancer              | Northern Dancer  |
| 母 ケイアイガーベラ 2006 栗毛   | 母の母*アンナステルツ Anna Sterz(米) 1996 鹿毛       | Danzig                       | Pas de Nom                   |                  |
| 母 ケイアイガーベラ 2006 栗毛   | 母の母*アンナステルツ Anna Sterz(米) 1996 鹿毛       | Edge                         | Damascus                     | Damascus         |
| 母 ケイアイガーベラ 2006 栗毛   | 母の母*アンナステルツ Anna Sterz(米) 1996 鹿毛       | Edge                         | Ponte Vecchio                |                  |
| 母系(F-No.)                     | 6号族(FN:6-e)                                        | 6号族(FN:6-e)                | 6号族(FN:6-e)                |                  |
| 5代内の近親交配                 | Northern Dancer5×4＝9.38％、                         | Northern Dancer5×4＝9.38％、 | Northern Dancer5×4＝9.38％、 |                  |

母のケイアイガーベラはダート重賞のプロキオンステークスとカペラステークスの勝ち馬である。
全弟にNHKマイルカップを制したケイアイノーテックがいる。